# Ciołkowo
Ciołkowo is een plaats in het Poolse district  Gostyński, woiwodschap Groot-Polen. De plaats maakt deel uit van de gemeente Krobia en telt 268 inwoners.